# Мејсон (Мичиген)
Мејсон (Мичиген) (енгл. Mason) град је у америчкој савезној држави Мичиген. По попису становништва из 2010. у њему је живело 8.252 становника.

## Демографија
Према попису становништва из 2010. у граду је живело 8.252 становника, што је 1.538 (22,9%) становника више него 2000. године.
| Група             | 2000.         | 2010.         |
| Белци             | 6.336 (94,4%) | 7.220 (87,5%) |
| Афроамериканци    | 43 (0,6%)     | 483 (5,9%)    |
| Азијати           | 48 (0,7%)     | 73 (0,9%)     |
| Хиспаноамериканци | 183 (2,7%)    | 309 (3,7%)    |
| Укупно            | 6.714         | 8.252         |